# Dugny-sur-Meuse
Dugny-sur-Meuse ist eine französische Gemeinde mit 1.262 Einwohnern (Stand: 1. Januar 2022) im Département Meuse in der Region Grand Est (bis 2015: Lothringen). Die Gemeinde gehört zum Arrondissement Verdun, zum Kanton Verdun-2 und zum Gemeindeverband Communauté de communes du Val de Meuse et de la Vallée de la Dieue.

## Geografie
Dugny-sur-Meuse liegt etwa fünf Kilometer südlich von Verdun an der Maas (frz.: Meuse), die die östliche Gemeindegrenze bildet. Umgeben wird Dugny-sur-Meuse von den Nachbargemeinden Belleray im Norden, Haudainville im Nordosten, Dieue-sur-Meuse im Osten und Südosten, Ancemont im Südosten und Süden, Senoncourt-les-Maujouy im Süden und Südwesten sowie Landrecourt-Lempire im Westen.
Durch die Gemeinde führt die Autoroute A4.

## Geschichte
Dugny wurde bekannt, als im August 843 hier die karolingischen Herrscher Lothar (I.), Ludwig (II., genannt "der Deutsche") und Karl (II.) "convenerunt in loco Dungeih quod est iuxta Uiriduna", also in Dugny nahe Verdun zusammenkamen (Regesta Imperii I., 368). Thema war die Teilung des Frankenreiches.
Die Kämpfe von Franzosen und Nordafrikanern gegen die Deutschen 1914–1916 um das Fort Dugny brachten viele Tote hervor, sodass heute nicht nur eine Gefallenengedenkstätte ("ossuaire"), sondern auch eine Totenstadt ("nécropole") besucht werden können, die den Friedhof auch mit vielen muslimischen Gräbern umrahmen. Fast 2000 Soldaten sind hier begraben.

## Bevölkerungsentwicklung
| Jahr                       | 1962 | 1968 | 1975 | 1982 | 1990 | 1999 | 2006 | 2019 |
| Einwohner                  | 1221 | 1284 | 1181 | 1224 | 1247 | 1279 | 1324 | 1311 |
| Quellen: Cassini und INSEE |      |      |      |      |      |      |      |      |

## Sehenswürdigkeiten
- Alte Kirche Notre-Dame aus dem 12. Jahrhundert mit Wehrfriedhof
- Neue Kirche Nativité-de-la-Vierge
- Kapelle Saint-Pierre-Saint-Paul in Billemont
- Nationalfriedhof
- Lavoir (Waschhaus)

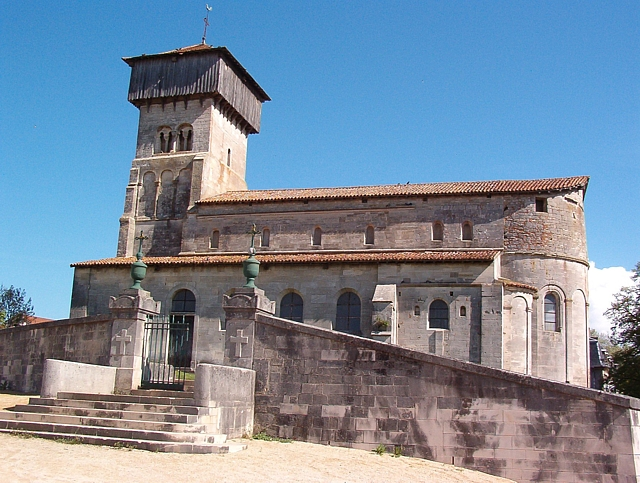
Alte Kirche Notre-Dame
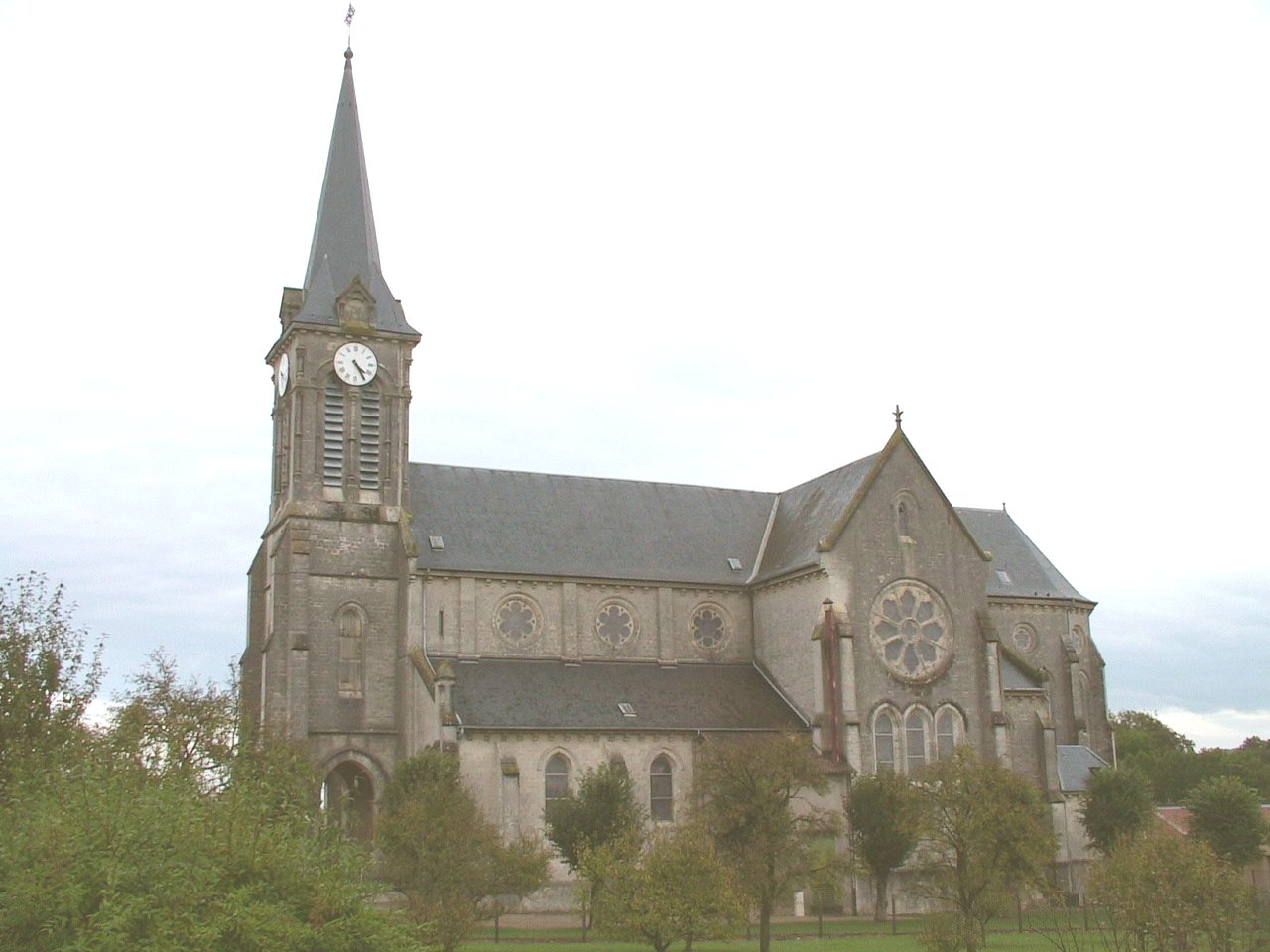
Neue Kirche Nativité-de-la-Vierge
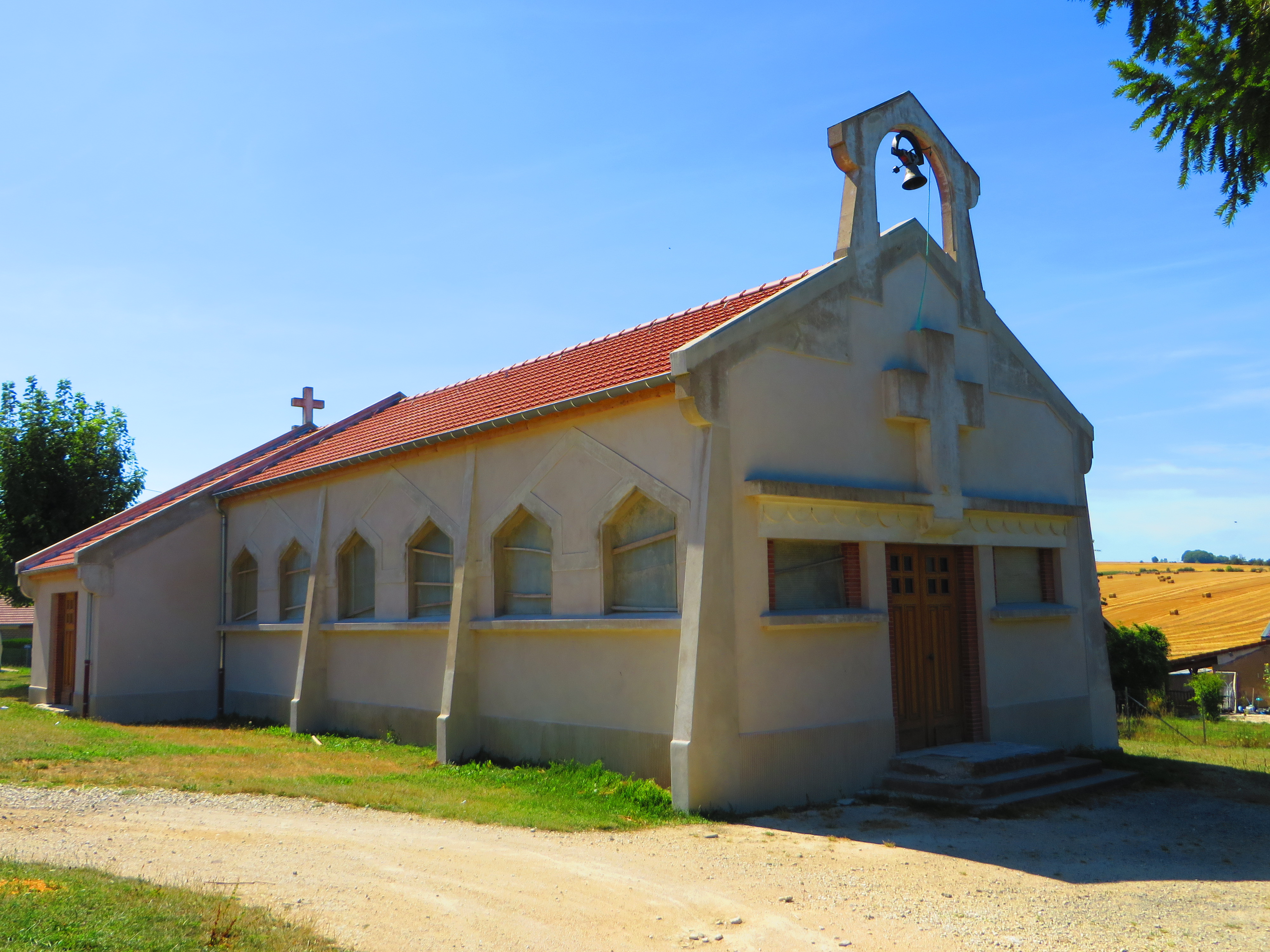
Kapelle Saint-Pierre-Saint-Paul
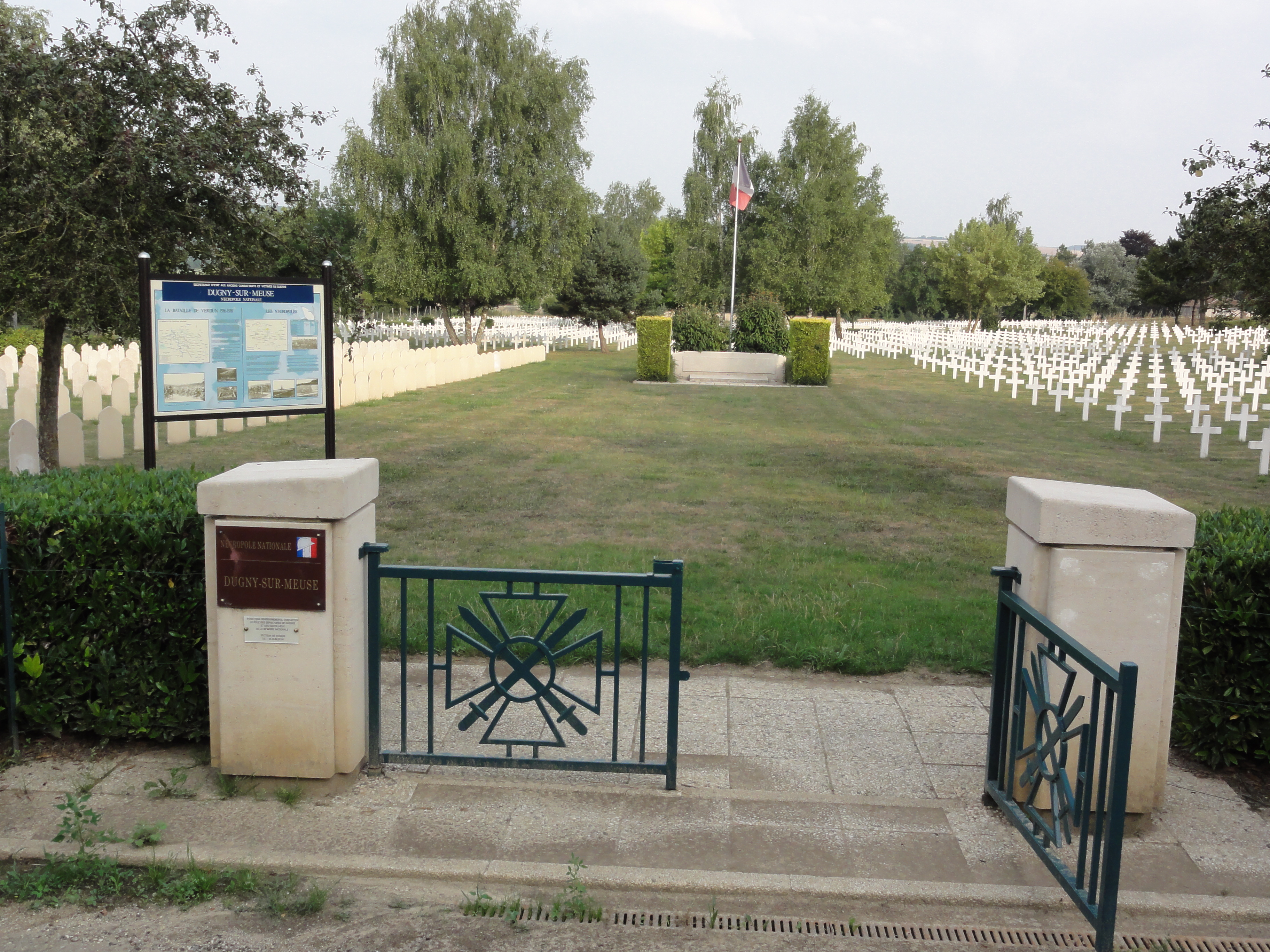
Nationalfriedhof